# Pont Patrick-Hackett
Le pont Patrick-Hackett est situé à Granby au Québec (Canada). Nommé en l'honneur du premier maire de Granby, le pont traverse la rivière Yamaska Nord en aval du lac Boivin et porte la route 112.

## Historique
La première version du pont est réalisée en 1817. La rivière Yamaska d'abord franchie à l'aide de troncs d'arbres se doit d'être dotée d'un pont alors que se construit l'Outlet Road, le chemin reliant les Eastern Townships à Montréal.
C'est en 1857 qu'un second pont est construit à cet endroit. Des critiques sont formulées au sujet de la qualité de travaux effectués. Douze ans plus tard, le 21 avril 1869, le pont est emporté par la crue printanière de la rivière Yamaska. Sur le pont, plusieurs personnes admirent la crue et le passage des glaces. En début de soirée, le pont la partie sud du pont s'effondre. Onze personnes sont emportées et périssent noyées. Les victimes sont :
- Patrick Hackett (59 ans), premier maire de Granby
- Eliza Jane Sargent (49 ans), épouse de S.H.C. Miner
- Cora G. Anna Miner (6 ans), fille de S.H.C. Miner
- Eliza Harrington Park (68 ans), mère d'Eliza Jane Sargent
- Amanda M. Blake (35 ans), épouse de Zaphania Harvey
- Susan A. Harvey (35 ans), épouse de John Bradford
- Charles Arthur Bradford (9 ans), fils de John Bradford
- Maria Augusta Bradford (8 ans), fille de John Bradfod
- Sarah E. Harvey (29 ans), sœur de Susan A. Harvey
- Edward R.C. Gilmour (50 ans), marchand
- Edward R. Gilmour (14 ans), fils d'Edward R.C. Gilmour

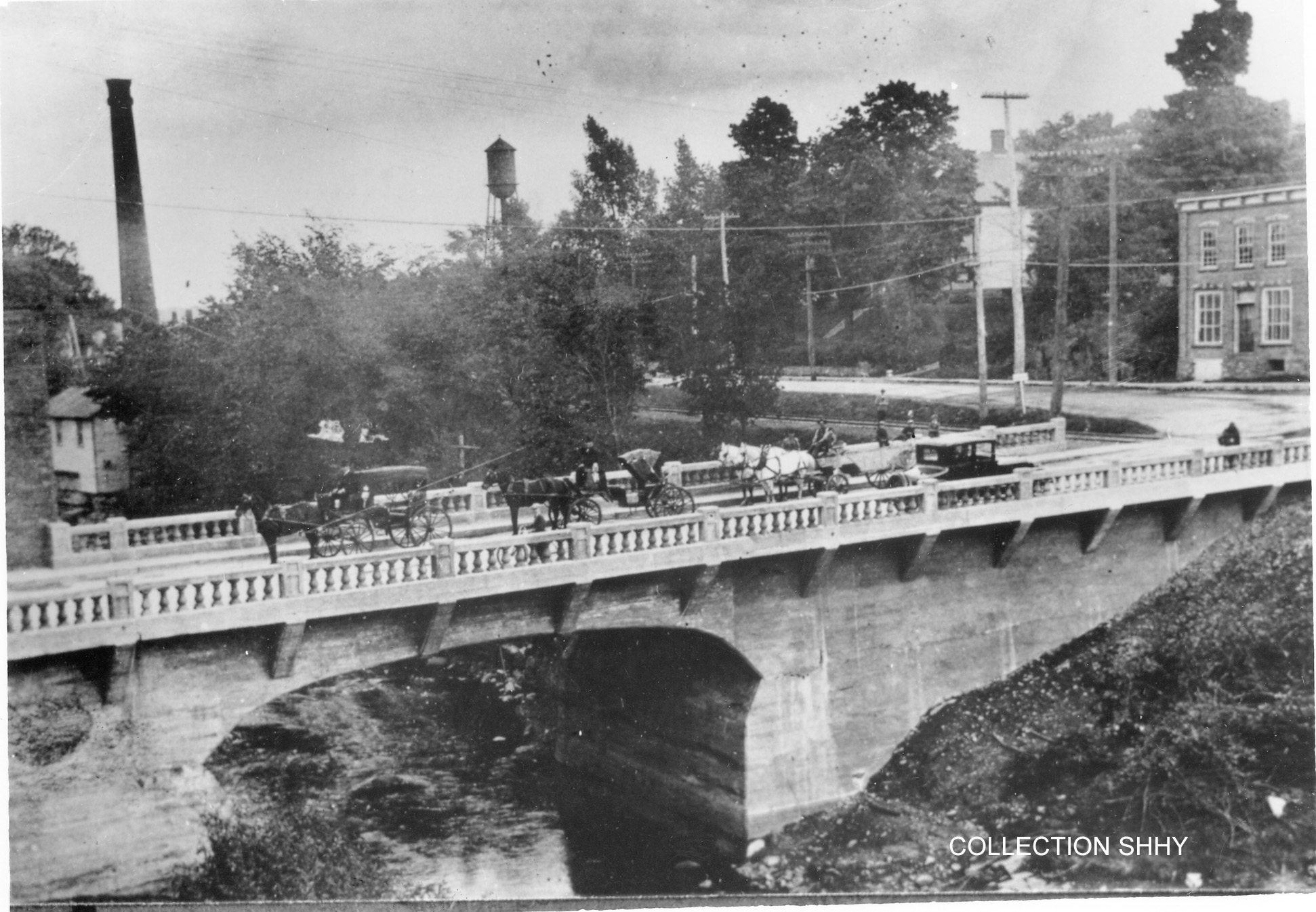
La première version du pont en ciment construite en 1925

La tragédie fait écho jusqu'au New York Times où Robert Nicol, un témoin de la scène, décrit l'événement,. Le village de 700 habitants est sous le choc, les commerces ferment leurs portes et les activités coutumières sont suspendues.
La municipalité reconstruit rapidement le pont. On choisit d'ailleurs un toponyme en 1869 pour la rue traversant le pont. D'abord connue au début du XIXe siècle sous les noms de King's ou Queen's Highway, on la renomme rue Mountain en l'honneur de George J. Mountain, troisième évêque anglican de Québec et fondateur de l'Université Bishop's. Le pont sera souvent appelé pont Mountain par la suite.
Quelques années plus tard, la ville donne le mandat de remplacer le pont de bois par une structure en métal. Le mandat est donné à la Canadian Bridge & Iron en 1894.
En 1925, l'augmentation du trafic automobile entre Montréal et Sherbrooke force la Ville de Granby à agrandir le pont. On opte pour un pont en ciment qui sera rénové en 1975.

## Reconstruction de 2008

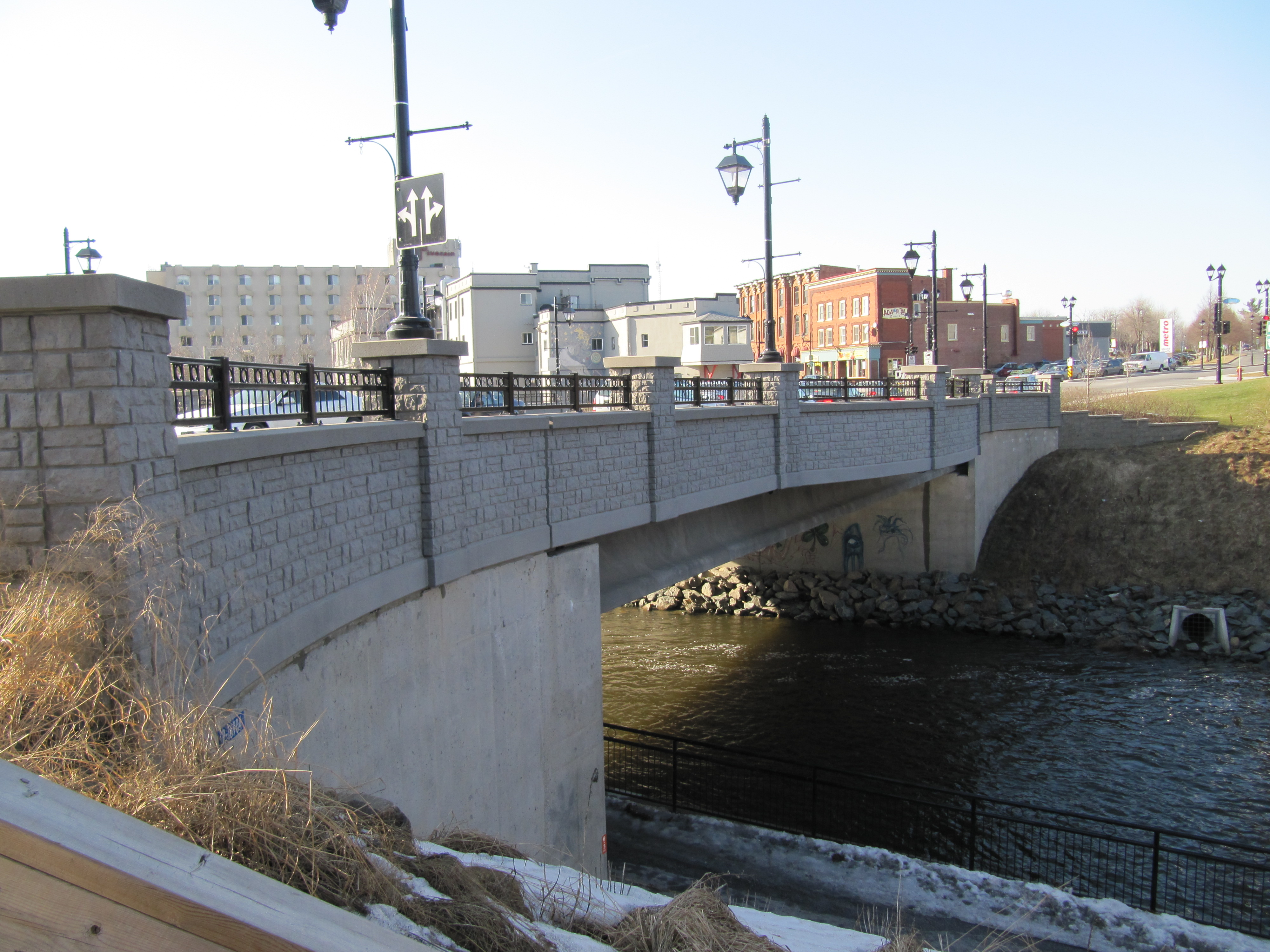
Le pont Patrick-Hackett en 2012

En 2008, l'ancien pont est démoli et remplacé par une nouvelle structure en béton. Le pont passe ainsi de deux à quatre voies de circulation et possède un élargissement au centre pour que les piétons puissent observer la rivière Yamaska et la piste cyclable, l'Estriade qui passent en dessous du pont.
À l’occasion du 150e anniversaire de la ville de Granby, on rebaptise le pont pour Patrick-Hackett, premier maire de la ville et une des victimes de l'effondrement de ce pont en 1869. L'inauguration est effectuée le 4 mai 2009,.